# Paul Kunze (Physiker)
Paul Kunze (* 2. November 1897 in Chemnitz; † 6. Oktober 1986 in Dresden) war ein deutscher Experimentalphysiker. Er ist einer der Entdecker des Myons.

## Leben
Kunze studierte in München Physik. 1920 wurde er Mitglied des Corps Vitruvia München. Er promovierte in München bei Wilhelm Wien und ging 1925 nach Rostock. An der Universität Rostock arbeitete er zunächst als Assistent, habilitierte sich und wurde zum Professor ernannt. Am 1. April 1936 wurde er Leiter des physikalischen Instituts der Universität und hatte diese Position bis 1945 und von 1948 bis zu seinem Wechsel an die Technische Universität Dresden 1958 inne. Dort wurde er Leiter des Instituts für experimentelle Kernphysik.
In München war Kunze im Januar 1932 in die Freimaurerloge Freundschaft im Hochland, eine Tochterloge der national-christlich orientierten Großen Landesloge der Freimaurer von Deutschland, aufgenommen worden.

## Forschung
Kunzes Arbeitsschwerpunkt in Rostock war die Erforschung der kosmischen Strahlung in Nebelkammerexperimenten. Er entwickelte ein Verfahren, mit dem Störungen durch fallende Nebentröpfchen reduziert und damit deutlich schärfere Bilder als zuvor möglich wurden. Die Anlage musste wegen des hohen Stromverbrauchs im Elektrizitätswerk Rostock-Bramow aufgestellt und in den Schwachlaststunden am frühen Morgen betrieben werden.
In seinen Experimenten entdeckte Kunze 1932 Spuren eines Elektrons und eines unbekannten positiv geladenen Teilchens mit einer Ionisierungswirkung, die für ein Proton zu schwach und für das gerade kurz vorher von Carl David Anderson entdeckte Positron zu stark war. Einige Jahre darauf, 1937, veröffentlichten Anderson und Seth Neddermeyer ihre Arbeit zur Entdeckung des Myons, in der sie vermuteten, das von Yukawa Hideki vorgesagte Pion entdeckt zu haben. Erst 1947 konnte das Myon als eigenes Elementarteilchen identifiziert werden.